# Trư Bát Giới
Trư Bát Giới (phồn thể: 豬八戒, giản thể: 猪八戒, bính âm: Zhū Bājiè) hay Trư Ngộ Năng là đồ đệ thứ hai đã phò tá Đường Tăng đi thỉnh kinh ở Tây Thiên trong tiểu thuyết Tây du ký.

## Tên gọi
- Ngộ Năng: do Quan Thế Âm Bồ Tát đặt cho, nghĩa là: "con lợn (tái sinh) nhận ra, ngộ ra khả năng của mình" để ám chỉ việc Bát Giới luôn tự đánh giá mình quá cao mà quên mất mình mang một hình hài kinh khủng.
- Bát Giới: do Tam Tạng đặt tên với ý nghĩa là Bát quan trai giới ("Tám ranh giới bị kiềm chế" gồm: không sát sinh, không trộm cắp, không dâm dục, không nói bậy, không uống rượu, không trang điểm, không nằm ngồi giường quá rộng, ăn chay[1]) để nhắc nhở Bát Giới phải luôn biết tu sửa mình. Cái tên Bát Giới cũng là một trong những giáo lý Phật giáo dạy, tuy nhiên cũng có những tài liệu cho rằng thực tế có tới 10 chứ không phải 8 giới. Ngoài ra, còn có tài liệu cho rằng Tam Tạng đặt tên là Bát Giới do Ngộ Năng đã theo giới hạnh của Quan Thế Âm, kiêng "ngũ huân, tam yến" (ngũ huân gồm: hành, tỏi, tiêu, ớt, rau thơm; tam yến gồm: chim nhạn, chó, cá chim), nên Tam Tạng cộng gộp lại, gọi là Bát Giới.
- Tịnh Đàn (Đàng) Sứ Giả Bồ Tát[2]:  Hồi 100, Bát Giới được phong Tịnh Đàn Sứ Giả Bồ Tát là đã tu thành chính quả. Trích lời của Đức Như Lai trả lời Bát Giới: "Nhà ngươi ăn khỏe tính lười, dạ dày to lắm. Mà khắp bốn đại bộ châu trong thiên hạ, những nơi ngưỡng mộ đạo ta rất nhiều, phàm các việc Phật, ta giao cho nhà ngươi làm tịnh đàn, cũng là một chức phẩm có được ăn uống, sao lại không tốt?". Có nghĩa rằng, Như Lai đã luận rõ công tội (trong hành trình thỉnh kinh, Bát Giới phạm nhiều lỗi) cũng như tùy người mà giao việc nên mới phong chức phẩm tịnh đàn; nhưng không thể nói là không công nhận thành quả của Bát Giới.

## Tính cách
Trong tiểu thuyết, Trư Bát Giới là nhân vật mang tính cách phát triển và phức tạp. Bát Giới có hình hài như một quái vật gớm ghiếc, "nửa lợn, nửa người":
| “ | Bèo cám bê bết quanh mồm Tai như chiếc quạt, mắt tròn vàng hoe Răng nanh nhọn hoắt gớm ghê! Mõm dài há ngoác đỏ khè đến kinh Mũ kim khôi ánh lung linh Áo giáp lấp lánh, quanh mình thắt dây Đinh ba chín mũi cầm tay Bên vai lủng lẳng một cây cung dài. Oai như Thái tuế trên trời Hiên ngang dữ tợn thần, người dám đương? | ” |

Bát Giới cũng luôn đẩy những người đồng hành vào rắc rối bởi sự lười biếng, thói háu ăn và bản tính háo sắc trước những cô gái đẹp của mình. Bát Giới luôn tỏ ra ghen tị với Tôn Ngộ Không và lúc nào cũng tìm cách hạ bệ Ngộ Không. Tại hồi thứ 27 - "Ba lần đánh Bạch Cốt Tinh", Bát Giới đã thưa dối với Đường Tăng rằng, Tôn Ngộ Không đã giết chết ba người lương thiện trong khi thực chất, ba kẻ đó lại là do yêu quái hóa thành. Khiến cho Đường Tăng hiểu lầm mà quyết định đuổi Ngộ Không về Hoa Quả sơn.

## Phép thuật và bảo bối
Vũ khí chính của Trư Bát Giới là một cây bồ cào (cào cửu xỉ). Ở hồi thứ 8 Bát Giới đã từng nói "Ta có Thiên Cang số phép biến hoá", thực chất "Thiên Cang số" ở đây là chỉ con số 36 (đây là số sao Thiên Cang trên trời theo quan niệm Trung Quốc) tức là Bát Giới có 36 phép biến hoá. Nhưng nếu đem so sánh thì không biết được bộ 36 phép này mạnh hay yếu như thế nào, bởi vì nguyên tác chưa từng miêu tả kĩ lưỡng, thời lượng miêu tả phép thuật chủ yếu xoay quanh nhân vật Tôn Ngộ Không nhiều hơn.

## Tình tiết truyện
Trư Bát Giới lúc đầu giữ chức Thiên Bồng Nguyên Soái (天蓬元帥) ở Thiên Đình, là người chỉ huy hơn 8 vạn thủy binh ở Thiên Đình. Trong bữa tiệc lớn ở Thiên Đình, hội tụ đủ các chức sắc, Trư Bát Giới đã bị hút hồn khi lần đầu tiên nhìn thấy Hằng Nga. Cùng với men say của rượu, Bát Giới đã tán tỉnh Hằng Nga và bị nàng tâu với Ngọc Hoàng, đáng lý Bát Giới bị tội chết nhưng được Thái Bạch Kim Tinh xin tha nên bị đánh 2000 gậy rồi đày xuống trần gian. Vì lý do này, Bát Giới bị đày xuống hạ giới.
Trong những hồi đầu của tiểu thuyết, thầy trò Đường Tăng và Tôn Ngộ Không đến trang trại gia đình họ Cao thì được biết con gái lớn của họ đã bị bắt cóc. Và tên bắt cóc còn để lại lời nhắn cầu hôn. Sau khi điều tra, Ngộ Không đã tìm được kẻ đứng sau vụ này chính là Bát Giới. Ngộ Không và Bát Giới đánh nhau. Nhưng đến cuối, Bát Giới lại phát hiện ra rằng đây là đồ đệ của Tam Tạng, người mà Quan Thế Âm đã chỉ định để Bát Giới đi theo phò tá, chuộc lại lỗi lầm đã gây ra.
Bát Giới, giống như các đồ đệ còn lại của Đường Tăng, cũng có các phép thuật siêu nhiên. Bát Giới có tổng cộng 36 phép biến hóa thần thông. So với Ngộ Không, Bát Giới và Sa Ngộ Tịnh giỏi chiến đấu ở dưới nước hơn.
Hồi 100, Bát Giới được phong Tịnh Đàn Sứ Giả Bồ Tát là đã tu thành chính quả. Bát Giới được phong là "Tịnh đàn sứ giả" với phần thưởng là công việc: "Lau dọn bàn thờ", nơi mà Lão Trư có thể ăn thỏa thích những hoa quả thừa trên bàn thờ. Như Lai đã luận rõ công tội (trong hành trình thỉnh kinh, Bát Giới phạm nhiều lỗi) cũng như tùy người mà giao việc nên mới phong chức phẩm tịnh đàn; nhưng không thể nói là không công nhận thành quả của Bát Giới. Trích lời của Đức Như Lai trả lời Bát Giới:
| “ | Tại nhà ngươi ăn khỏe tính lười, dạ dày to lắm. Mà khắp bốn đại bộ châu trong thiên hạ, những nơi ngưỡng mộ đạo ta rất nhiều, phàm các việc Phật, ta giao cho nhà ngươi làm tịnh đàn, cũng là một chức phẩm có được ăn uống, sao lại không tốt? | ” |

Về vũ khí, Trư Bát Giới có một cái bồ cào 9 răng bằng sắt (cửu xỉ), được luyện ở Thiên Đình, nặng khoảng 5.048 kg.

## Hình ảnh tượng trưng
Năm thầy trò Đường Tăng khi kết hợp lại là đại diện cho 1 người, trong đó Trư Bát Giới đại diện cho chữ Tình. Chữ Tình đại diện cho dục vọng, ham muốn của con người. Có thể thấy, trong con người Bát Giới sở hữu đầy đủ những tính cách thể hiện ham muốn của người như ham sắc, ham ăn, ham ngủ, lười biếng,... đến cái vũ khí của hắn cũng là cái bồ cào, cái vật dùng để gạt mọi thứ về phía mình, càng thể hiện rõ cái sự tham lam của Bát Giới. Và những ham muốn này cũng góp phần không nhỏ khiến cho con người ta sa ngã, đối nghịch với cái Tâm (Ngộ Không) hướng đến điều tốt đẹp. Cũng bởi vậy nên Ngộ Không với Bát Giới cãi nhau rất thường xuyên, và mỗi khi Đường Tăng nghe Bát Giới mà không nghe Ngộ Không, thì lại gặp yêu ma quỷ quái, yêu ma quỷ quái ở đây cũng đại diện cho sự sa ngã. Đặc biệt phải kể tới lần đánh Bạch Cốt Tinh, cũng vì Bát Giới mà Tam Tạng đã đuổi Ngộ Không đi, để rồi lại bị yêu quái bắt mất; khi con người mất đi cái Tâm thì sẽ bị cái Tình làm lu mờ lý trí.
Bát Giới thường được coi là trò cưng của Tam Tạng, tức là cái Thân luôn quý cái Tình. Tuy nhiên, trong những hồi cuối cùng của truyện, khi đã gần đến Linh Sơn, Tam Tạng đã nhiều lần mắng chửi, thậm chí là muốn đánh Bát Giới, không còn coi là "trò cưng" nữa, chi tiết này cũng rất được nhấn mạnh. Từ đó có thể cho thấy, muốn tu hành thành công thì phải dứt được cái Tình.
Cái Tình không được chú trọng ở Phật Giáo (tình ở đây không phải nói về tình cảm nhân hậu, điều này nhà Phật rất coi trọng, đây là chỉ những cái ham muốn ở trên), do đó đến cuối cùng, Như Lai đã luận rõ công tội (trong hành trình thỉnh kinh, Bát Giới phạm nhiều lỗi) cũng như tùy người mà giao việc nên mới phong chức phẩm tịnh đàn; nhưng không thể nói là không công nhận thành quả của Bát Giới, không được phong quả vị Phật, nhưng cũng được phong quả vị Bồ Tát.